# 존 매클로플린 (허드슨 베이 회사)

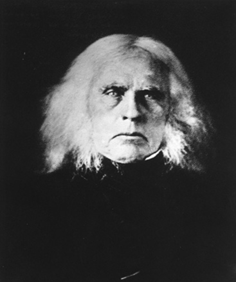
존 매클로플린

존 매클로플린(John McLoughlin, 1784년 10월 19일 ~ 1857년 9월 3일)은 밴쿠버 요새에 있던 허드슨 베이 회사의 모피 무역 컬럼비아 지역 본부의 두목이다. 태평양 북서부 오리건 컨트리에서 미국인을 도와줘서, '오리건의 아버지'로 불리게 되었다. 1840년대 후반, 오리건시티에 있던 매클로플린의 잡화점이 오리건 트레일의 종점으로 유명했다.